# Pareuxoa dianthoeciae
Pareuxoa dianthoeciae är en fjärilsart som beskrevs av Paul Mabille 1885. Pareuxoa dianthoeciae ingår i släktet Pareuxoa och familjen nattflyn. Inga underarter finns listade i Catalogue of Life.